# Гакпо, Коди
Коди Матес Гакпо (нидерл. Cody Mathès Gakpo; род. 7 мая 1999, Эйндховен, Северный Брабант) — нидерландский футболист, нападающий клуба «Ливерпуль» и сборной Нидерландов. Участник чемпионата Европы 2020 и чемпионата мира 2022. Бронзовый призёр чемпионата Европы 2024.

## Клубная карьера
Гакпо — воспитанник клуба ПСВ из своего родного города. 4 ноября 2016 в матче против «Хелмонд Спорт» он дебютировал в Эрстедивизи. В начале 2018 года Коди был включён в заявку основной команды. 25 февраля 2018 года матче против «Фейеноорда» он дебютировал в Эредивизи, заменив во втором тайме Стивена Бергвейна. В своём дебютном сезоне Гакпо стал чемпионом Нидерландов. По итогам сезона 2021/22 был признан футболистом года в Нидерландах (среди тех, кто играет в национальном чемпионате).
В начале 2023 года Гакпо перешёл в английский «Ливерпуль», подписав контракт на 5,5 лет. Сумма трансфера составила 35,5 млн фунтов. 14 января в матче против «Брайтон энд Хоув Альбион» он дебютировал в английской Премьер-лиге. 13 февраля в поединке против «Эвертона» Коди забил свой первый гол за «Ливерпуль».

## Карьера в сборной

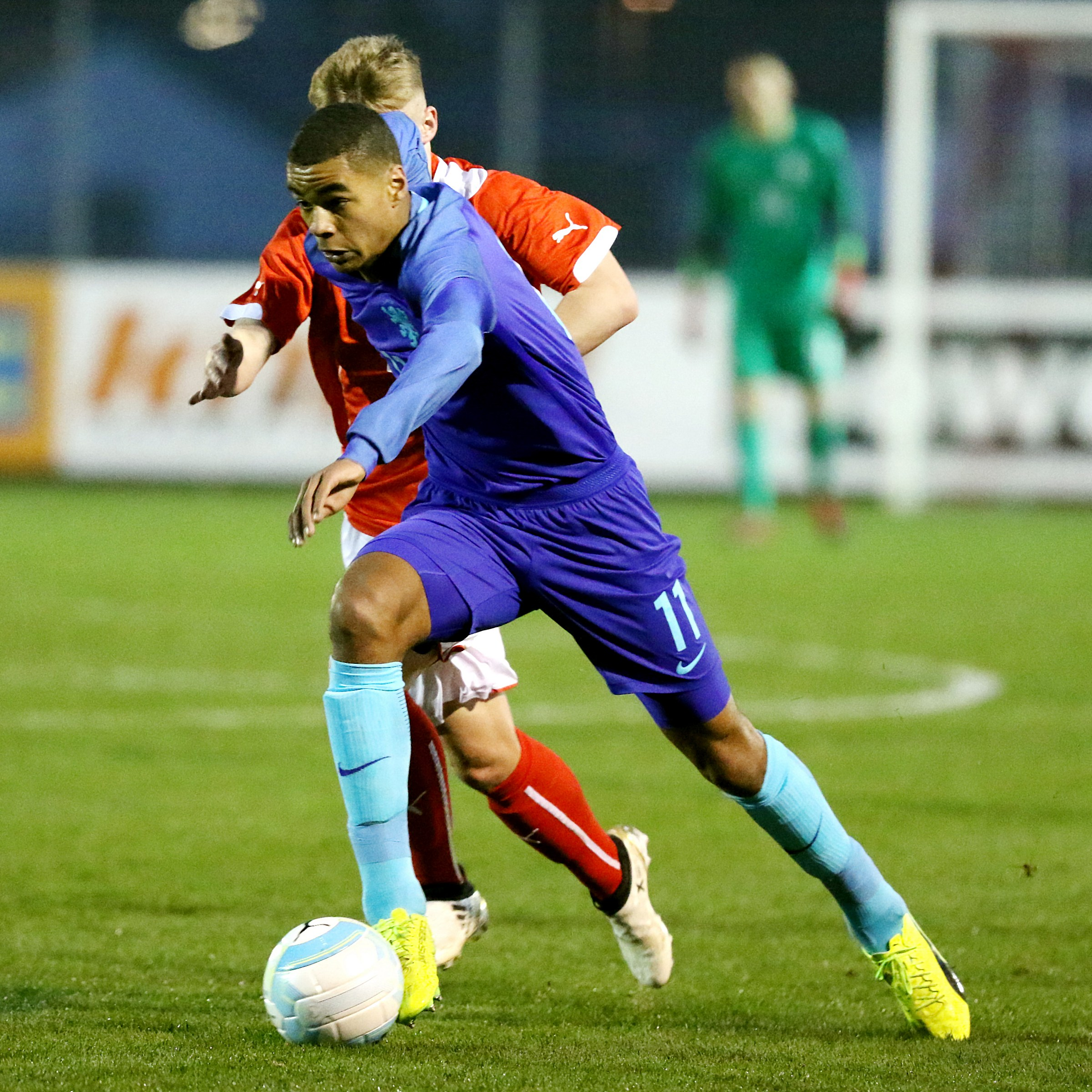
Гакпо в 2017 году в составе юношеской сборной Нидерландов

Гакпо мог выступать за сборные Нидерландов, Того или Ганы. Он выступал за юниорские и молодёжные сборные Нидерландов. В марте 2021 года забил два мяча Венгрии (6:1) на групповой стадии чемпионата Европы среди молодёжных команд.
В 2021 году Гакпо был включён тренером Франком де Буром в состав национальной сборной Нидерландов на чемпионат Европы 2020 года, хотя не провёл к тому моменту ни одного матча за сборную. 21 июня дебютировал в третьем матче групповой стадии против Северной Македонии Коди дебютировал за сборную Нидерландов. Он стал первым с 1980 года нидерландским футболистом, который дебютировал в сборной в матче чемпионата Европы.
3 сентября 2021 года в отборочном матче чемпионата мира 2022 против сборной Черногории Гакпо забил свой первый гол за национальную команду.
В 2022 году Гакпо принял участие в чемпионате мира в Катаре. На турнире он принял участие в матчах против сборных США, Аргентины, Эквадора, Сенегала и Катара. В поединках против сенегальцев, эквадорцев и катарцев Коди забил три гола.
В 2024 году на чемпионате Европы в Германии Гакпо принял участие во всех матчах группового этапа, а также забил первый мяч своей сборной на турнире, отличившись в первом же матче против Польши. Тот матч закончился победой Нидерландов со счётом 1:2. В двух других матчах группового этапа Коди не отличился, зато отметился на стадии 1/8 финала против Румынии, где забил первый мяч в матче, а также отдал голевую передачу на партнёра. Встреча закончилась со счётом 3:0 в пользу Нидерландов.

## Личная жизнь
Гакпо родился в Эйндховене и вырос в районе Стратум. Его отец родился в Того и имеет ганские корни, а мать — голландка.

## Достижения

### Командные достижения
ПСВ
- Чемпион Нидерландов: 2017/18
- Обладатель Кубка Нидерландов: 2021/22
- Обладатель Суперкубка Нидерландов (2): 2021, 2022

«Ливерпуль»
- Чемпион Англии: 2024/25
- Обладатель Кубка Английской футбольной лиги: 2023/24

### Личные достижения
- Футболист года в Нидерландах: 2022
- Лучший бомбардир чемпионата Европы: 2024 (3 гола)

## Статистика выступлений

### Клубная
| Выступление      | Выступление      | Выступление      | Лига | Лига | Кубки | Кубки | Еврокубки | Еврокубки | Прочие | Прочие | Итого | Итого |
| Клуб             | Лига             | Сезон            | Игры | Голы | Игры  | Голы  | Игры      | Голы      | Игры   | Голы   | Игры  | Голы  |
| ---------------- | ---------------- | ---------------- | ---- | ---- | ----- | ----- | --------- | --------- | ------ | ------ | ----- | ----- |
| ПСВ              | Эредивизи        | 2017/18          | 1    | 0    | 0     | 0     | 0         | 0         | 0      | 0      | 1     | 0     |
| ПСВ              | Эредивизи        | 2018/19          | 16   | 1    | 2     | 1     | 1         | 0         | 0      | 0      | 19    | 2     |
| ПСВ              | Эредивизи        | 2019/20          | 25   | 7    | 2     | 0     | 11        | 1         | 1      | 0      | 39    | 8     |
| ПСВ              | Эредивизи        | 2020/21          | 23   | 7    | 1     | 0     | 5         | 4         | 0      | 0      | 29    | 11    |
| ПСВ              | Эредивизи        | 2021/22          | 27   | 12   | 4     | 2     | 15        | 7         | 1      | 0      | 47    | 21    |
| ПСВ              | Эредивизи        | 2022/23          | 14   | 9    | 0     | 0     | 9         | 3         | 1      | 1      | 24    | 13    |
| ПСВ              | Итого            | Итого            | 106  | 36   | 9     | 3     | 41        | 15        | 3      | 1      | 159   | 55    |
| Ливерпуль        | Премьер-лига     | 2022/23          | 21   | 7    | 3     | 0     | 2         | 0         | 0      | 0      | 26    | 7     |
| Ливерпуль        | Премьер-лига     | 2023/24          | 35   | 8    | 10    | 4     | 8         | 4         | 0      | 0      | 53    | 16    |
| Ливерпуль        | Премьер-лига     | 2024/25          | 35   | 10   | 6     | 5     | 8         | 3         | 0      | 0      | 49    | 18    |
| Ливерпуль        | Премьер-лига     | 2025/26          | 1    | 1    | 1     | 0     | 0         | 0         | 0      | 0      | 2     | 1     |
| Ливерпуль        | Итого            | Итого            | 92   | 26   | 20    | 9     | 18        | 7         | 0      | 0      | 130   | 42    |
| Всего за карьеру | Всего за карьеру | Всего за карьеру | 198  | 62   | 29    | 12    | 59        | 22        | 3      | 1      | 289   | 97    |

### Голы за сборную
| # | Дата             | Место                                 | Противник  | Результат | Счёт | Соревнование                     |
| - | ---------------- | ------------------------------------- | ---------- | --------- | ---- | -------------------------------- |
| 1 | 4 сентября 2021  | Филипс, Эйндховен, Нидерланды         | Черногория | 4:0       | 4:0  | Чемпионат мира 2022 квалификация |
| 2 | 14 июня 2022     | Фейеноорд, Роттердам, Нидерланды      | Уэльс      | 2:0       | 3:2  | Лига наций УЕФА 2022/2023        |
| 3 | 22 сентября 2022 | Национальный стадион, Варшава, Польша | Польша     | 0:1       | 0:2  | Лига наций 2022/2023             |
| 4 | 21 ноября 2022   | Эль-Тумама, Доха, Катар               | Сенегал    | 0:1       | 0:2  | Чемпионат мира 2022              |
| 5 | 25 ноября 2022   | Халифа, Доха, Катар                   | Эквадор    | 1:0       | 1:1  | Чемпионат мира 2022              |
| 6 | 29 ноября 2022   | Эль-Байт, Доха, Катар                 | Катар      | 1:0       | 2:0  | Чемпионат мира 2022              |